# Littérature roumaine
La littérature roumaine désigne ici l'ensemble des littératures orales et écrites, en roumain, en Roumanie ou par des Roumains, de toute époque, de toute origine, de toute langue, ce qui inclut minorités, diasporas, exils.
Le plus ancien texte connu en roumain est la lettre de Neacșu, une lettre rédigée en 1521 par Neacșu Lupu, un boyard de Câmpulung. Il s'agit en quelque sorte de l'équivalent des serments de Strasbourg pour le français.
Le premier livre imprimé en roumain est un catéchisme du diacre Coresi en 1559. En 1688, la Bible dite de Șerban Ier Cantacuzino est publiée.

## Langues
Le pays est multilingue (Langues en Roumanie, environ 20 langues de Roumanie).
La langue roumaine (roumain) est la langue officielle, maternelle pour 99 % de la population, et d'usage courant pour 85 %. 
Les principales langues minoritaires sont le hongrois, le romani, l'ukrainien, l'allemand, le turc, le russe, le tatar, le serbe.
- Noms des Roumains
- Roumains et roumanophones (24 millions), Origine des roumanophones
- Proto-roumain, Langues romanes orientales, Diasystème roman de l'Est
- Communauté ethnique (Roumanie)

## Contexte historique
Quelques repères historiques :
- Préhistoire de la Transylvanie (en), Préhistoire des Balkans
- Daces, Gètes, Dacie (Géto-Daces), Thraces (Langues paléo-balkaniques)
- Dacie trajane (106-256), Dacie aurélienne (275-283), Dacia Ripensis (en) (283c-586), Mésie
- Thraco-Romains (Latins orientaux), Valaques, Aroumains...
- Invasions barbares (350c-600c), Thervingi (en) (apparaissant vers 330-360), peuple goth christianisé
- Migrations slaves (Ve-Xe)
- Proto-Bulgares, khanat bulgare du Danube (680-800), premier Empire bulgare (681-1018)
- Magyars, Honfoglalás, Grande-principauté de Hongrie (895-1000)
- Royaume bulgaro-valaque : Rex Bulgarorum et Blachorum, second Empire bulgare (1185-1396)
- Régions historiques de Roumanie : Transylvanie, Moldavie et Valachie
- Principauté de Transylvanie (1110-1867), Principauté de Valachie (1330-1859), Principauté de Moldavie (1359-1859)
- Empire ottoman (1394-1878), Empire russe (1721-1917), Empire d'Autriche et Autriche-Hongrie (1804-1918)
- Phanariotes, marchands grecs d'Istanbul, nommés par le pouvoir ottoman pour diriger les provinces roumaines, au XVIIIe siècle
- Renaissance culturelle roumaine (XIXe siècle)
- Révolution transylvaine de 1784, Révolution de 1821 en Moldavie et Valachie, Révolution roumaine de 1848
- Principautés unies de Moldavie et de Valachie (1859-1881), Vieux Royaume (1878/1881-1913), Royaume de Roumanie (1881-1947)
- Grande Roumanie historique (1918-1940), Carlisme (Roumanie) (1920-1940)
- Histoire de la Roumanie pendant la Seconde Guerre mondiale, Ion Antonescu, Garde de fer, résistance antifasciste (1940-1945)
- Régime communiste de Roumanie (1945-1989), Résistance anticommuniste roumaine (1945-1989)
- Rétablissement de la démocratie et des libertés culturelles (depuis 1991)

## Chronologie de la littérature roumaine

### Avant 1500
Les langues utilisées, dans les textes d'avant 1500 qui sont parvenus, sont essentiellement en latin (diplomatie) et en vieux slave (culte orthodoxe, langue officielle).
Parmi les exceptions, les chartes moldaves-valaques en bulgare.
Du xe siècle au début du xvie siècle, la langue d'écriture utilisée par les Roumains est le vieux-slave.
Le premier document écrit en roumain demeure la Lettre de Neacșu (1521).
Le Jus valachicum, droit ancestral valaque, au moins en Transylvanie, désigne les droits, devoirs, privilèges et spécificités juridiques des communautés valaques initialement pastorales de l'Europe centrale et orientale médiévale, existe en latin, en diverses versions.
En 1881, l'Académie roumaine (1866), instance régulatrice de la langue roumaine, sur l'insistance de l'École transylvaine, décide que l'écriture du roumain abandonne l'alphabet cyrillique roumain, plusieurs fois réformé, pour l'alphabet latin. De nombreuses simplifications vont suivre.

### Humanisme en littérature

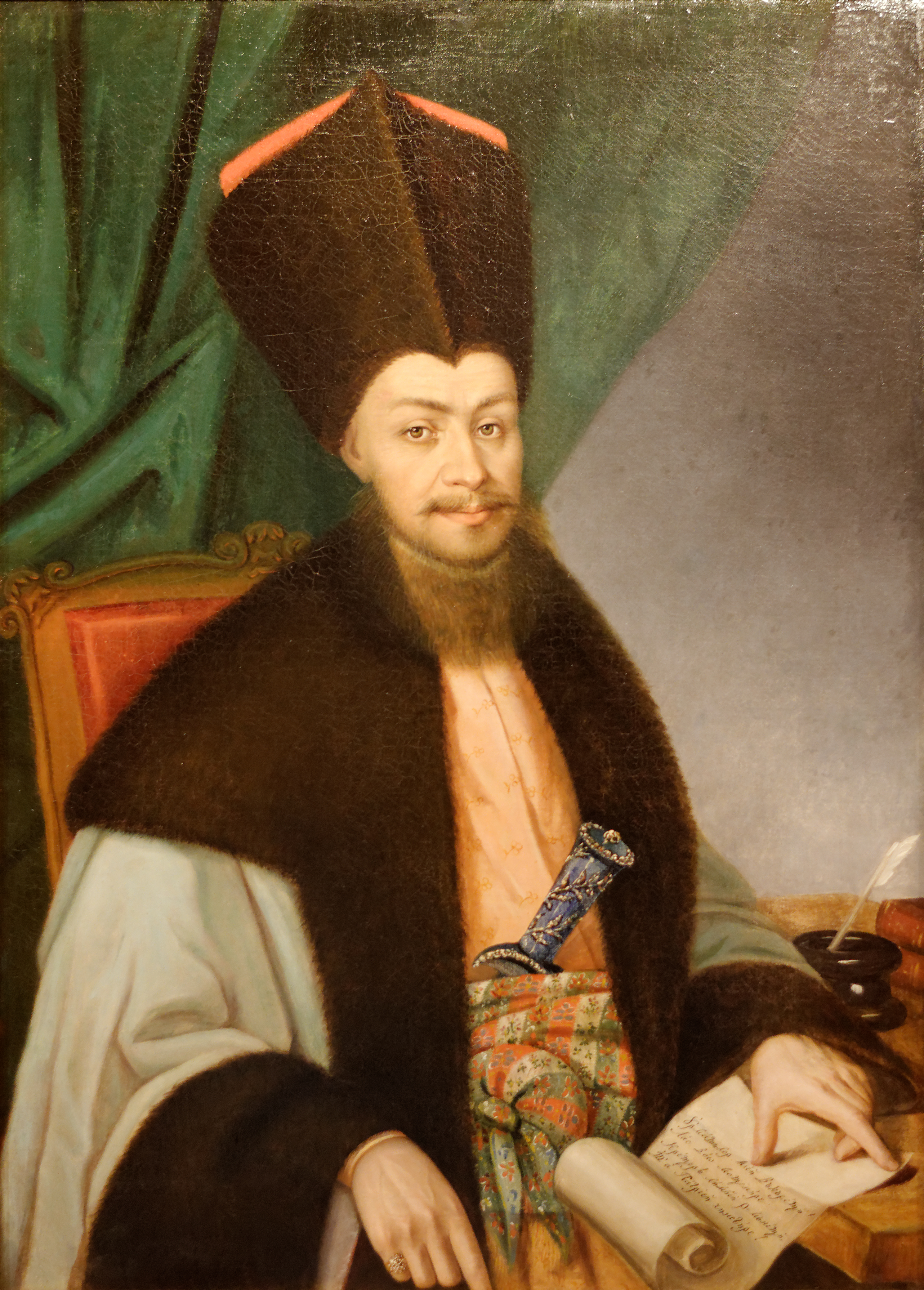
Portrait de Ienăchiță Văcărescu par Anton Chladek.

- Littérature roumaine ancienne (ro)[1],[2]
- Littérature roumaine en slavon (ro)

### xviesiècle
Les livres conservés portent essentiellement sur la religion (catholicisme, orthodoxie, protestantisme) :
- Hieromonk Makarije (en) (1450c-1530c), psautier de Cetinje (1495), Liturghierul (1508), Les quatre évangiles de Targovichté (1512), en slavon d'église
- Neagoe Basarab V (1459c-1522), Instructions à son fils Théodose (1521)(Învățăturile lui Neagoe Basarab către fiul său Teodosie), en slavon d'église
- Lettre de Neacșu (1521, Dlăgopole) en alphabet gréco-cyrillique, annonçant une menace d'attaque turque contre la Transylvanie (alors sous domination hongroise)
- Miklós Oláh (1493-1568), prélat catholique, historiographe, humaniste, écrivant en latin
- Filip Moldoveanul (en) (1500c-1554c), Catéchisme luthérien (ro) (1544, Sibiu) en roumain Évangile slavo-roumain (1551-1554)
- Radu Grămăticul, du monastère de Coșoteni (actuel județ de Teleorman), traducteur des quatre évangiles (1574) en roumain
- Coresi (?-1583) de Târgoviște, diacre, typographe (à Brașov), éditeur, traducteur (catéchisme, évangéliaires, psautiers, liturgies, bréviaires...)
- Şerban, diacre, fils de Coresi, Palia d'Orăștie (ro) (1582, Orăștie), traduction partielle de l'Ancien Testament en roumain
- Traductions de la Bible en roumain (en), Codex de Voroneț (ro)) (Monastère de Voroneț)
- Psautier de Voroneț (ro), Psautier Scheiană (ro), Psautier Hurmuzaki (ro)
- Pavel Tordasi, Cântece religioase calvine (1560)
- Dosoftei, poèmes en roumain (1673, Pologne)
- Littérature roumaine humaniste (ro)

### xviiesiècle
- Grigore Ureche (1590-1646), chroniqueur moldave, Letopisețul Țării Moldovei (Chronique du pays de Moldavie)
- Miron Costin (1633-1691), riche boyard moldave, chroniqueur, politique, Letopiseţul Ţărâi Moldovei [de la Aron Vodă încoace (Chroniques du pays de Moldavie, 1675), Istoria în versuri polone despre Ţara Moldovei şi Munteniei (1684), De neamul moldovenilor (Sur le peuple des moldaves, 1687)
- Constantin II Brâncoveanu (1654-1714), prince de Valachie, de formation humaniste, martyrisé avec ses fils par les Turcs
- Nicolas Costin (1660-1712)[3]

### xviiiesiècle
- Ion Neculce (1672-1745), chroniqueur, continuateur de Miron Costin, écrit également un livre d'histoire de la Moldavie, Chroniques de Moldavie (ro) (de Dabija Vodă au second règne de Constantin Mavrocordat) et O samă de cuvinte (ro)
- Dimitrie Cantemir (1673-1723), encyclopédiste, compositeur, écrivain polygraphe, souverain moldave, publie en latin une description de la Moldavie, une Histoire de l'empire ottoman, une histoire du pays roumain (Țara romanească) et une Descriptio Moldaviae (1714). Il a écrit aussi des œuvres de fiction comme Histoire hiéroglyphique (1705, Constantinople). Mais aussi Divan ou la Dispute du sage avec le monde ou le Jugement de l’âme avec le corps (1698, en roumain), Livre de la science de la musique (en turc), Système de la religion mouhammédane (1722, en russe).
- Dimitrie Eustatievici (en) (1730-1796, Brașov), Gramatica rumânească (1755-1757)
- Ienăchiță Văcărescu (1740-1797), poète et grammairien, père d'Alecu, a écrit la première grammaire de la langue roumaine, de la famille des Vacaresco
- Ion Budai-Deleanu (1760 ou 1763-1820), écrivain, journaliste, historien, philologue, il a été un des plus importants membres de l'École transylvaine (Școala Ardeleană). Il est surtout connu pour son pseudo-épopée Țiganiada (en), (La tziganiade), qui traite un sujet allégorique et satirique antiféodal et anticlérical.
- Alecu Văcărescu (1769-1798), qui a écrit des poèmes d'amour dans le style de l'auteur grec Anacréon

### Premierxixesiècle

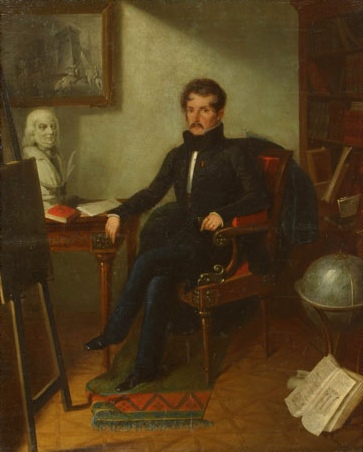
Gheorghe Asachi.

- Iancu Văcărescu (en) (1792-1863), boyard, poète, fils d'Alecu Văcărescu, patriote, dirigeant en 1848 de la Societatea Literară
- Dinicu Golescu (en) (1777-1830), qui écrit surtout des journaux de voyages (Însemnarea călătoriei mele), et contribue à l'apparition du premier journal en langue roumaine, Curierul romanesc (1829) (Le Courrier roumain)
- Gheorghe Asachi (1788-1869), écrivain, journaliste, connu surtout pour avoir versifié des mythes roumains (Dochia et Trajan, Stéphane le Grand devant la Cité de Neamț)
- Anton Pann (1795 c-1854), poète, compositeur, Deșteaptă-te, române! (Éveille-toi, Roumain !)

## Secondxixesiècle: renaissance culturelle roumaine
L'alphabet cyrillique roumain est en usage jusqu'en 1865.
Après le traité de Passarowitz et la révolution transylvaine de 1784 l'alphabet latin et l'écriture civile furent des moyens de limiter, chez les Roumains de l'empire d'Autriche et dans les principautés roumaines, l'influence russe et celle des Phanariotes usant de l'alphabet grec. Après la révolution roumaine de 1821 et la guerre de Crimée de 1855-1856, l'unification de la Valachie et de la Moldavie, l'un des idéaux de la renaissance culturelle roumaine, devient possible : elle sera effective en 1859 mais sans la Moldavie orientale. Pour sa part, l'Église orthodoxe roumaine abandonne l'alphabet cyrillique seulement en 1881, trois ans après l'indépendance de la Roumanie et la libération de la Bulgarie.
Les écrivains de la renaissance culturelle roumaine sont :
- Ion Heliade Rădulescu (1802-1872) un des plus importants intellectuels de son époque, un grand journaliste et écrivain. Son plus connu poème est Zburatorul.
- Constantin Negruzzi (1808-1868), personnalité remarquable et grand écrivain, créateur de la nouvelle historique roumaine : Alexandru Lapusneanu, publiée en 1890 dans le journal Dacia Literară (« La Dacie littéraire »).
- Ion Ghica (1816-1897), prosateur.
- Nicolae Bălcescu (1819-1852) historien, écrivain et révolutionnaire roumain, auteur de la première monographie historique, Românii supt Mihai Voievod Viteazu (« Les Roumains sous Michel le Brave »).
- Alecu Russo (1819-1859) écrit des poèmes patriotiques en prose Cântarea României (« Le Chant de la Roumanie »).
- Nicolae Filimon (1819-1865) auteur de journaux de voyages, et surtout de Ciocoii vechi si noi (« Anciens et nouveaux privilégiés », 1863).
- Dimitrie Bolintineanu (1825-1872), participant à la Révolution de 1848, polygraphe, surtout connu pour ses Légendes historiques.
- Vasile Urechea-Alexandru (1834-1901) écrivain, historien.
- Vasile Alecsandri (1821-1890) a été un des membres fondateurs de l'Académie roumaine. Il est un des plus connus écrivains roumains, un grand folkloriste, dramaturge, poète, homme politique. Son œuvre représente la rencontre de plusieurs courants littéraires, dont le romantisme et le classicisme. Ses œuvres les plus importantes sont ses Poésies, où il est remarquable avec ses « pastels » et son théâtre, surtout le cycle des Chirița.
- Alexandru Odobescu (1834-1895), écrivain, archéologue.
- Bogdan Petriceicu Hasdeu (1836-1907) écrivain, historien, philologue, créateur du drame romantique en vers, dont le plus connu reste Răzvan și Vidra (Razvan et Vidra).
- Ion Creangă (1837-1889), éducateur, écrivain.
- Bogdan Petriceicu Hasdeu (1838-1907), linguiste, historien, folkloriste, prosateur.
- Titu Maiorescu (1840-1917).
- Alexandru Odobescu (1843-1895), réputé pour ses nouvelles historiques et ses essais.
- Ioan Slavici (1848-1925), prosateur, Mara (roman) (ro) (1894/1906).
- Mihai Eminescu (1850-1889), poète.
- Ion Luca Caragiale (1852-1912), romancier, nouvelliste, poète, dramaturge.
- Alexandre Macédonski (1854-1920), dramaturge, poète, critique.
- Duiliu Zamfirescu (1858-1922), écrivain, poète, journaliste.
- Revue Convorbiri Literare (depuis 1867).

## Finxixesiècle
- Tudor Arghezi (1880-1967)
- George Bacovia (1881-1957)
- Eugen Lovinescu (1881-1943)
- Ion Pillat (1891-1945)
- Adrian Mania (1891-1968)
- Ion Barbu (1895-1961)
- Lucian Blaga (1895-1961), poète, philosophe, dramaturge, moraliste
- Constantin Dobrogeanu-Gherea (1855-1920), théoricien marxiste, critique littéraire, journaliste
- Revue Le Semeur (1901-) puis La Vie romaine (1906-1830) (Viața Românească)

### Écrivains du cercle littéraireJunimea
- Junimea

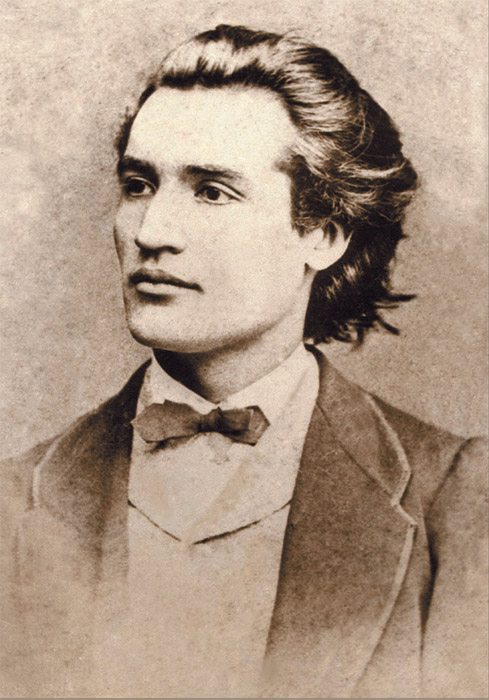
Mihai Eminescu.

- Mihai Eminescu (1850-1899) est considéré comme le plus grand écrivain roumain et le dernier romantique européen. Son œuvre est très vaste et complexe, mais il est surtout apprécié pour la valeur de ses poésies et de ses drames.
- Ion Creangă (1837-1889) est un des grands écrivains roumains, surtout connu pour ses Amintiri din copilărie (« Souvenirs d'enfance »)
- Ion Luca Caragiale (1852-1912) est le plus grand dramaturge roumain, auteur de Momente și schițe
- Ioan Slavici (1848-1925)
- Barbu Delavrancea (1858-1918), nouvelliste et dramaturge

### Courantpoporaniste
- Poporanisme

- Garabet Ibrăileanu (1871-1936)
- Ștefan Octavian Iosif (1875-1913)
- Octavian Goga (1881-1938)
- Mihail Sadoveanu (1880-1961)
- Calistrat Hogaş (1847-1917)
- Gala Galaction (1879-1961)
- Jean Bart (1874-1933)
- Ion Agârbiceanu (1882-1963)
- George Topîrceanu (1886-1937)
- Constantin Stere (1865-1936)
- Garabet Ibrăileanu (1871-1936), critique, théoricien, Adela

### Féminisme
- Adela Xenopol
- Mărgărita Miller-Verghy
- Bucura Dumbravă
- Sofia Nădejde
- Constanța Hodoș

### Courantsamanatoriste
- George Coșbuc (1866-1918), poète
- Alexandru Vlahuță (1858-1919), poète
- Samanatorisme (ro)

### Cercle littéraireLiteratorulet les influences symbolistes
- Symbolisme (art)
- Mouvement symboliste en Roumanie (en)
- Alexandre Macédonski (1854-1920)
- George Bacovia (1881-1957)
- Ion Pillat (1891-1945)
- Vasile Voiculescu (en) (1884-1963)
- Literatorul (ro) (1880-1919), revue littéraire
- Revue La Sylphe (1919-)

## PremierXXesiècle
- Génération perdue (Roumanie) (ro)
- Hortensia Papadat-Bengescu (1876-1955), nouvelliste
- Gala Galaction (1879-1961), théologien, journaliste, écrivain, politique
- Mihail Sadoveanu (1880-1961), prosateur
- Octavian Goga (1881-1938), poète, dramaturge
- Ion Agârbiceanu (1882-1963), prêtre, journaliste, théologien
- Panaït Istrati (1884-1935), nouvelliste, romancier
- Vasile Voiculescu (ro) (1884-1963), poète, dramaturge
- Mateiu Caragiale (1885-1936), poète, romancier
- Liviu Rebreanu (1885-1944), prosateur, dramaturge, Ion le Roumain, Le petit Roi, La Révolte, La Gorille
- Nichifor Crainic (1889-1972), écrivain, éditeur, philosophe, théologien
- Ioan Dragu (1889-19077), journaliste, écrivain de guerre, diplomate
- Aron Cotruș (en) (1891-1961), poète, diplomate
- Cezar Petrescu (1892-1961), journaliste, traducteur, romancier, jeunesse
- Gib Mihăescu (1894-1935), nouvelliste
- Camil Petrescu (1894-1957), dramaturge, romancier, philosophe
- George Călinescu (1899-1965), critique, esthéticien, essayiste, traducteur, romancier, poète
- Ionel Teodoreanu (1897-1954), poète, nouvelliste
- Alexandru A. Philippide (ro) (1900-1979), poète, traducteur
- Anton Holban (1902-1937), romancier, dramaturge
- Radu Gyr (1905-1975), poète, journaliste, dramaturge
- Mihail Sebastian (1907-1945), dramaturge, essayiste
- Pavel Dan (1907-1937), écrivain, conteur
- Max Blecher (1909-1938), poète, romancier
- Emil Botta (ro) (1911-1977), poète, prosateur
- Horia Stamatu (ro) (1912-1989), poète
- Gellu Naum (1915-2001), surréaliste, poète, prosateur
- Ștefan Baciu (ro) (1918-1993), poète, écrivain
- Alexandru Jebeleanu (ro) (1923-1996), poète

### Littérature moderne de l'entre-deux guerres et d'après la guerre

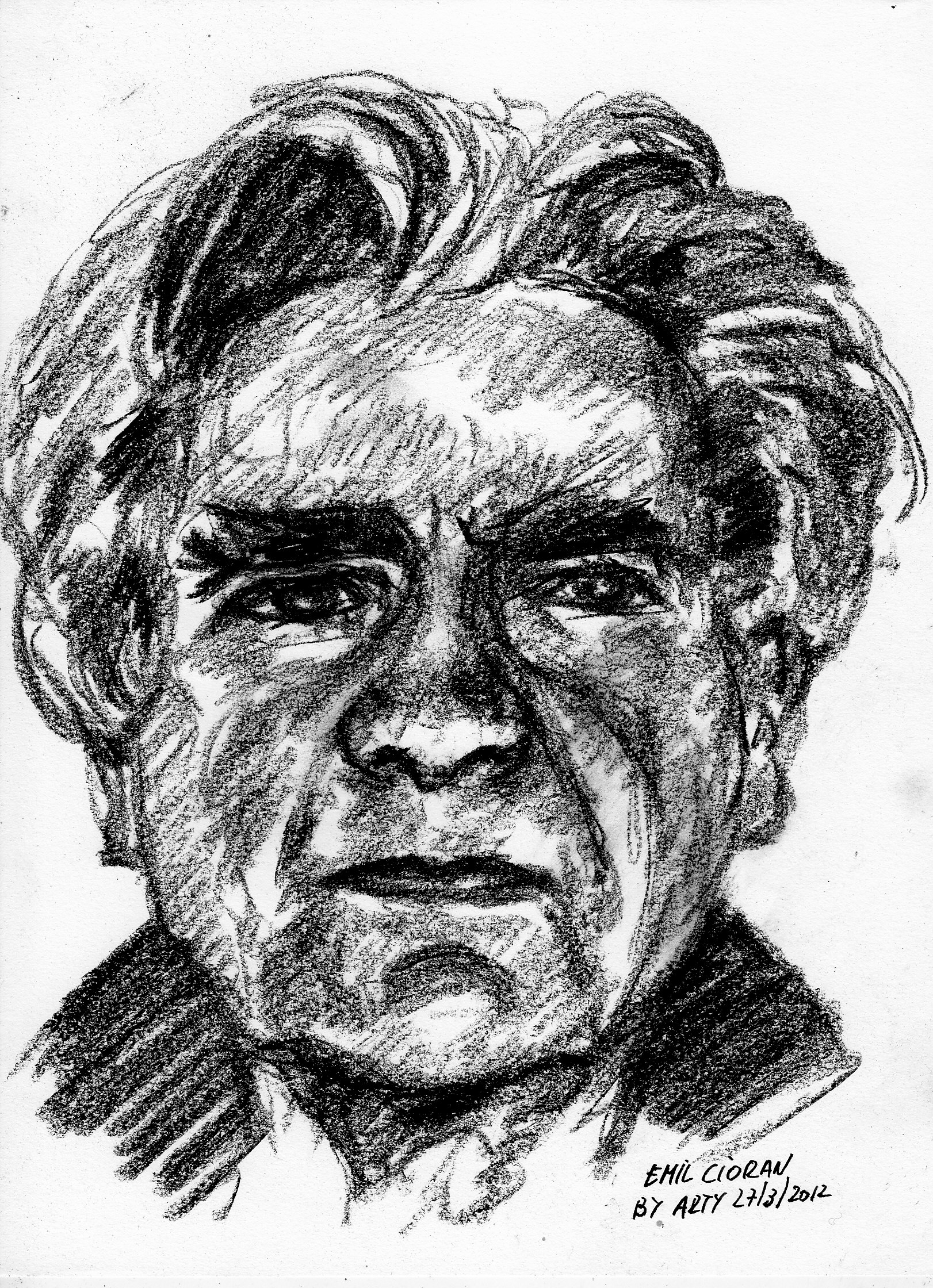
Emil Cioran.

- Hortensia Papadat-Bengescu (1876-1955)
- Tudor Arghezi (1880-1967)
- Mihail Sadoveanu (1880-1961)
- George Bacovia (1881-1957)
- Panaït Istrati (1884-1935)
- Liviu Rebreanu (1885-1944)
- Marthe Bibesco (1886-1973)
- N. D. Cocea (1890-1949)
- Nae Ionescu (1890-1940)
- Gib Mihăescu (1894-1935)
- Camil Petrescu (1894-1957)
- Ion Barbu (1895-1961)
- Lucian Blaga (1895-1961)
- George Mihail Zamfirescu (1898-1939)
- George Călinescu (1899-1965)
- Mihail Sebastian (1907-1945)
- Mircea Eliade (1907-1986)
- Eugène Ionesco (1909-1994)
- Emil Cioran (1911-1995)
- Emil Gulian (1907-1942)
- Revue La Pensée (1921-)
- Association Criterion (1932-)

### Avant-garde littéraire

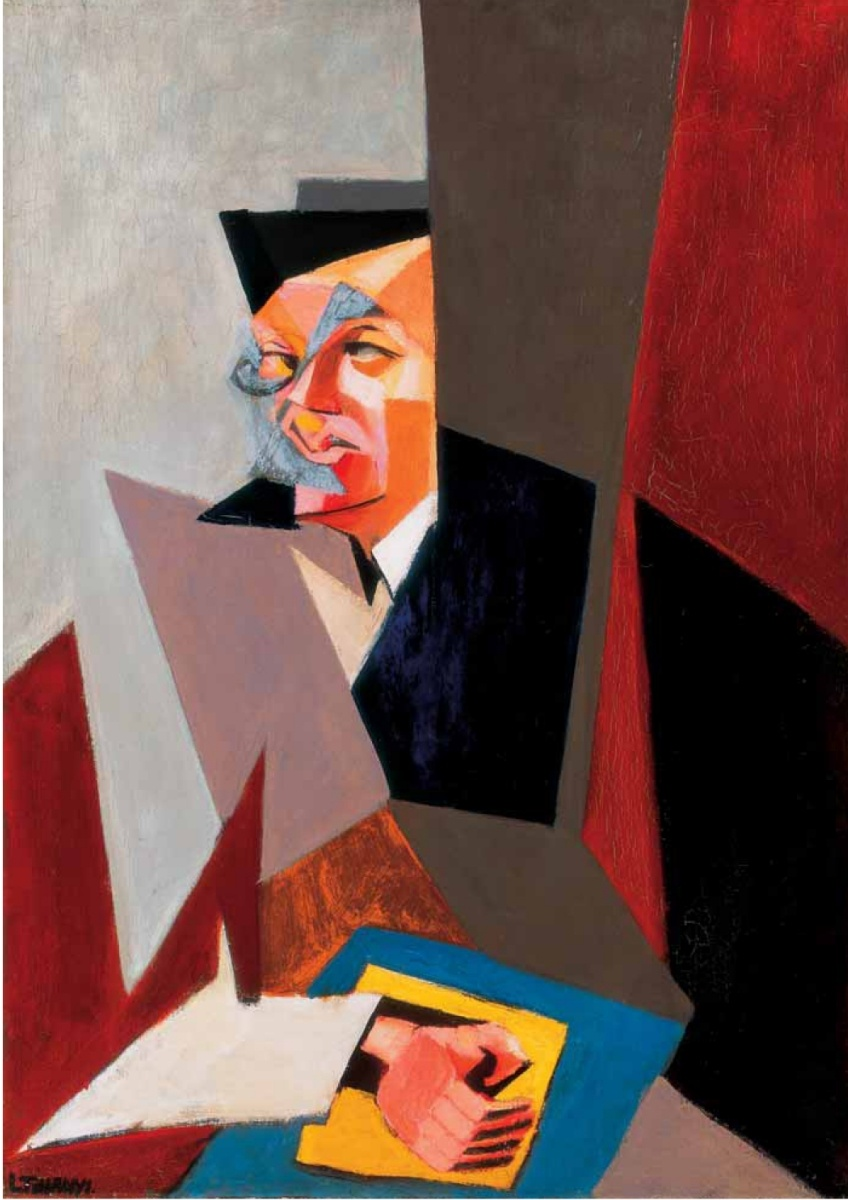
Tristan Tzara par Lajos Tihanyi.

- Onirism (mouvement)

- Urmuz (1883-1923)
- Ion Vinea (1895-1964)
- Tristan Tzara (1896-1963)
- Benjamin Fondane (1898-1944)
- Ilarie Voronca (1903-1946)
- Max Blecher (1909-1938)
- Ghérasim Luca (1913-1994)
- Gellu Naum (1915-2001)
- Isidore Isou (1925-2007)

## Secondxxesiècle: période communiste

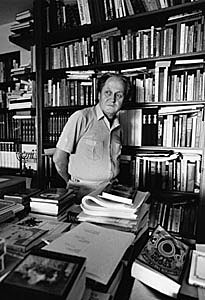
Ion Caraion (1983).

- Censure en Roumanie communiste (en)
- Obsessive decade (en)
- Revues : Contemporanul, Viata romaneasca, Secolus 20

- Nicolae Steinhardt (1912-1989)
- Vintila Horia (1915-1992)
- Alexandru Paleologu (Paléologue) (1919-2005)

- Virgil Ierunca (1920-2006)
- Ion Negoițescu (1921-1993)
- Marin Preda (1922-1980)
- Ion Caraion (1923-1986)
- Monica Lovinescu (1923-2008)
- Eugen Barbu (1924-993)
- Nina Cassian (1924-2014)
- Leonid Dimov (1926-1987)
- Ștefan Bănulescu (1926-1998)
- Radu Petrescu (1927-1982)
- Mircea Horia Simionescu (1928-2011)

- Nora Iuga (1931-)
- Teodor Mazilu (1930-1980)
- Fănuș Neagu (1932-2011), nouvelliste, romancier, traducteur
- Nichita Stănescu (1933-1983)
- Paul Goma (1935-)
- Nicolae Labiș (1935-1956)
- Norman Manea (1936-)
- Nicolae Manolescu (1939-2024), critique littéraire
- Nicolae Velea (ro) (1936-1987), prosateur
- Marin Sorescu (1936-1996)
- Dumitru Țepeneag (1937-)
- Cezar Baltag (1939-1997)
- Ilie Constantin (ro) (1939-), poète, romancier, essayiste, traducteur

- Ion Pop (1941-)
- Gabriela Adameșteanu (1942-)
- Ana Blandiana (1942-)
- Virgil Mazilescu (1942-1984)
- Dorin Tudoran (ro) (1945-), essayiste, poète

- Mircea Dinescu (1950-), poète
- Herta Müller (1953-), Prix Nobel de Littérature 2009

## Depuis 1989
- Fracturisme (Roumanie) (ro)
- Littérature roumaine postmoderne (ro)

### Auteurs contemporains
- Andrei Codrescu (1946-)
- Dora Pavel (1946-)
- Mihai Neagu Basarab (1946-)
- Eugen Uricaru (1946-)
- Ștefan Agopian (1947-)
- Leo Butnaru (1949-)

- Gheorghe Crăciun (1950-2007)
- Mircea Nedelciu (1950-1999)
- Radu Negrescu-Suțu (1950-)
- Ioan Mihai Cochinescu (1951-)
- Sorin Preda (1951-2014)
- Andrei Cornea (1952-)
- Valeriu Butulescu (1953-)
- Traian T. Coșovei (1954-2014)
- Dan Dănilă (1954-)
- Florin Iaru (1954-)
- Cristian Teodorescu (1954-)
- Ion Stratan (1955-2005)
- Dumitru Găleșanu (1955-)
- Dan Stanca (1955-)
- Mircea Cărtărescu (1956-)
- Matei Vișniec (1956-)
- Daniel Vighi (1956-)
- Ion Bogdan Lefter (1957-)
- Horia-Roman Patapievici (1957-)
- Cristian Popescu (1959-)

- Cătălin Mihuleac (ro) (1960-), Les Oxenberg & les Bernstein (2014)
- Ioan Vieru (1962-)
- Rodica Draghincescu (1962-)
- Sorin Cerin (1963-)
- Simona Popescu (1965-)
- Aura Christi (1967-)

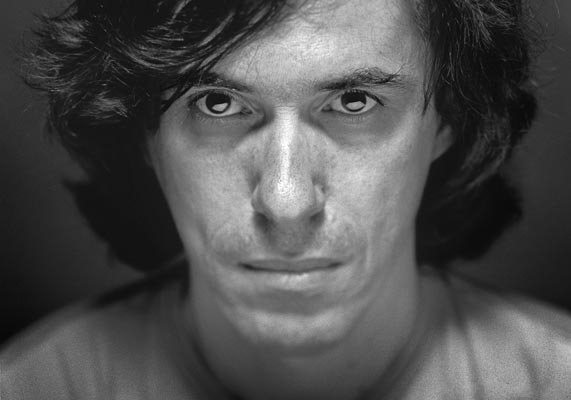
Mircea Cărtărescu (2003).

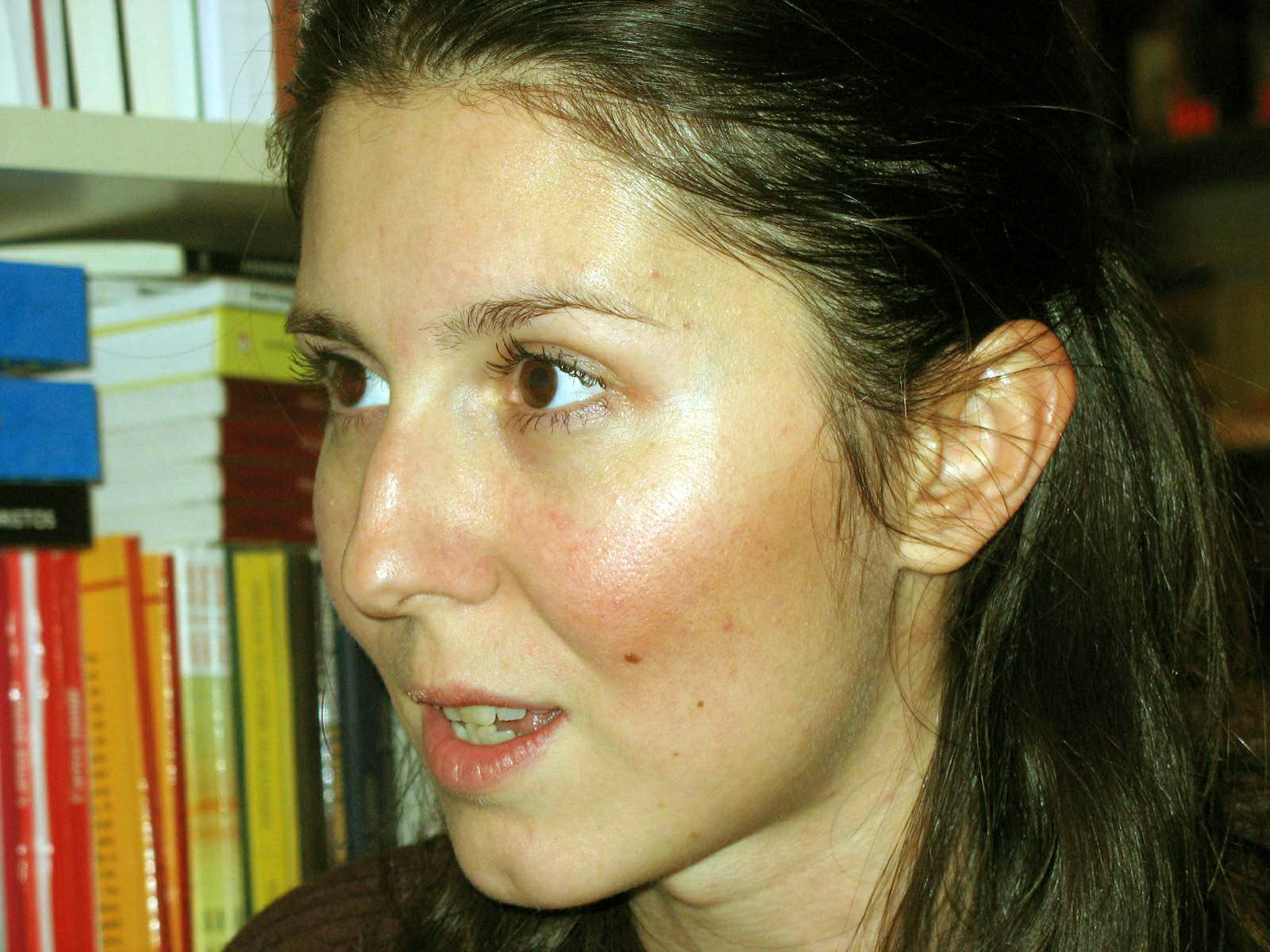
Cecilia Ștefănescu (2005).

- Saviana Stănescu (1967-), dramaturge
- Radu Pavel Gheo (1969-)
- Dan Lungu (1969-)
- Răzvan Rădulescu (1969-)

- Marius Ianuș (1975-)
- Corina Sabau (1975-), Et on entendait les grillons (2019)
- Cecilia Ștefănescu (1975-)
- Ștefan Baștovoi (1976-)
- Cristian Fulaș (1978-), Iochka (2021)

## Auteurs
- Liste d'écrivains roumains (en)
- Liste d'écrivaines roumaines (en)
- Liste de philosophes roumains (en)
- Union des écrivains de Roumanie (1949)

### Romans & Nouvelles
- Romanciers roumains

Il existe des romanciers roumains de tout genre, historique, biographique, autobiographique, policier, de science-fiction, de jeunesse.
En Moldavie, de langue roumaine : Iulian Ciocan (L'Empire de Nistor Polobok, 2018).

### Poésie
- Traditions : Colindă, fête du 1er mars en Europe du Sud-Est, Vrykolakas
- Liste de poètes de langue roumaine (en) : poètes roumains, poétesses roumaines
- Vincențiu Babeș, Anton Bacalbașa, George Bacovia, Mihai Beniuc, Cezar Bolliac
- George Coșbuc, Liviu Deleanu, Leonid Dimov, Mihai Eminescu
- Eugen Jebeleanu, Jeton Kelmendi, Udriște Năsturel, Sașa Pană
- Alexandru Robot, George Topîrceanu, Tristan Tzara, Duiliu Zamfirescu, Todur Zanet
- Membres du groupe surréaliste roumain : Ghérasim Luca (apatride d'origine roumaine, naturalisé français), Gellu Naum, Dolfi Trost, Paul Păun, Virgil Teodorescu.

### Théâtre
- Liste de pièces roumaines (en)
- Théâtres en Roumanie
  - Théâtre allemand national de Timisoara (en)
- Dramaturges roumains (> 200)
- Festival international de théâtre classique d'Arad (ro)
- Festival international de théâtre de Sibiu (ro)

## Œuvres
- Hypérion (1883, Eminescu)
- Histoire et Utopie (1960, Cioran)
- Liste de romans roumains ''scientifico-fantastiques'' (ro)
- Liste d'encyclopédies roumaines (ro)

## Institutions
- Académie roumaine (1866), Biblioteca Academiei Române (ro) (1867)
- Union des écrivains de Roumanie (1949)
- Institut culturel roumain, Académie de Roumanie à Rome
- Revues littéraires en Roumanie (37 dans wp anglophone)
- Critiques littéraires roumains
- Prix et récompenses littéraires de Roumanie :
  - Ovid Prize (en) (2002)
  - Prix de l'Association des écrivains de Bucarest (ro)
  - Prix de l'Union des écrivains de Roumanie (ro)
  - Ion Hobana (en)
- Festival international de Littérature et de Traduction de Iași (ro) depuis 2013

Liste restreinte de prix littéraires internationaux :
- Prix européen de littérature (2005)
- Prix Angelus de littérature d'Europe centrale (de) (2006)

## Diaspora
Parmi les nombreux écrivains d'origine roumaine qui ont émigré :
- Tristan Tzara (1896-1963)
- Mircea Eliade (1907-1986)
- Eugène Ionesco (1909-1994)
- Emil Cioran (1911-1995)
- Ghérasim Luca (1913-1994)
- Loránd Gáspár (1925-2019)
- Elie Wiesel (1928-2016)
- Paul Goma (1935-2020)

## Autres langues
- Écrivains roumains francophones
- Écrivains roumains d'expression hongroise : Helene Kottanner, et son frère Veit Huendler
- Écrivains roumains d'expression allemande : Herta Müller (1953-)
- Littérature rom
- Littérature aroumaine (en)
- Littérature yiddish : Olympe de Lipcani, dont Eliezer Steinbarg (Bessarabie/Moldavie)